# Christian Wraa
Nikolaus Christian Wraa (auch Wraae; * 26. August 1825 in Hadersleben, Herzogtum Schleswig im Dänischen Gesamtstaat; † 22. April 1895 in Berlin) war ein Steuermann, schleswig-holsteinischer Marineoffizier, Fotograf, Schulgründer, Erfinder, Hochstapler, verurteilter Betrüger, Kaufmann, Bankrotteur und nationalliberal gesinnter Politiker.

## Leben

### Herkunft

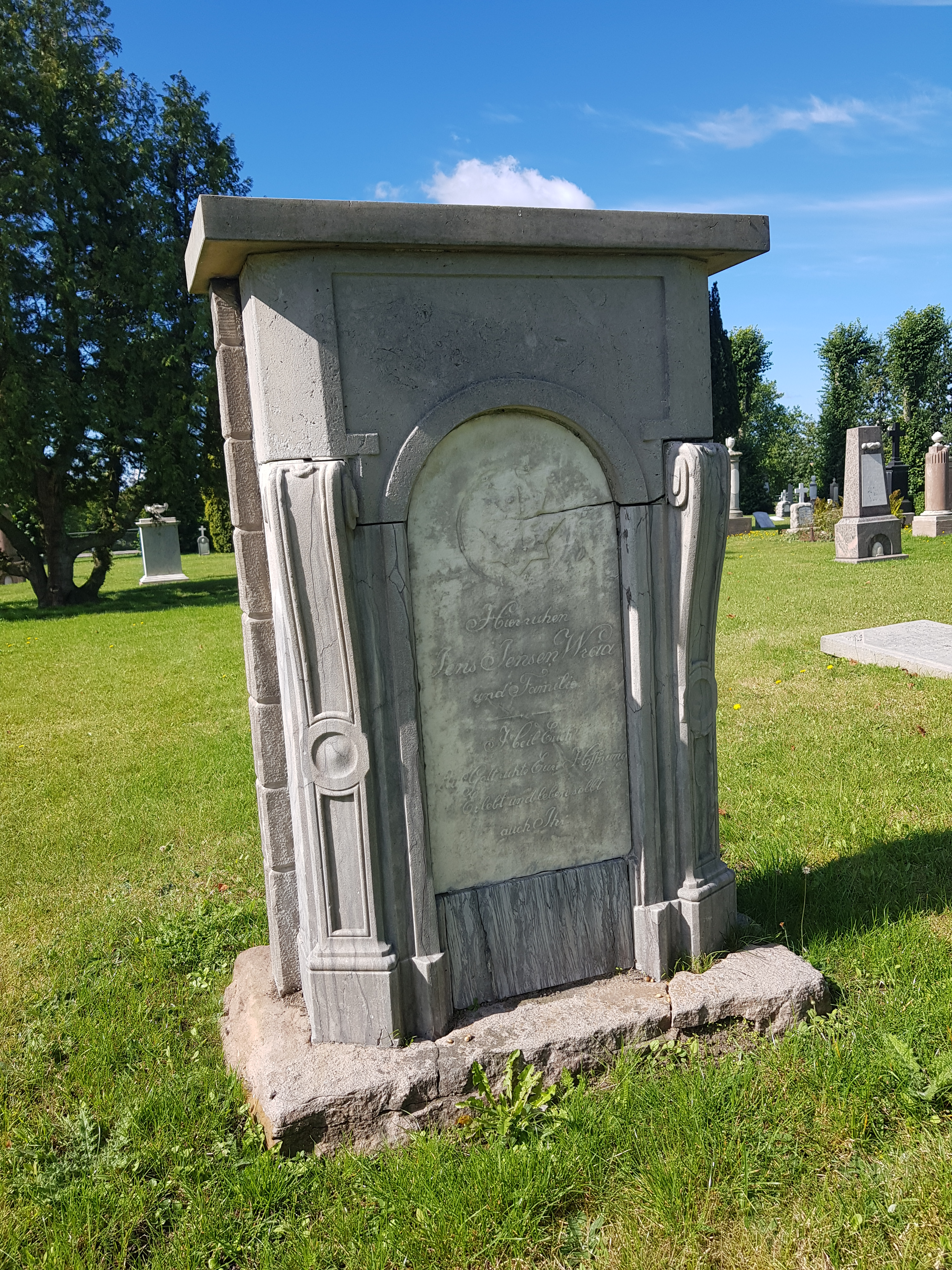
Grabstein für die Familie Jens Jensen Wraae im Klosterkirkegården in Haderslev

Christian Wraa war ein Sohn des vermögenden Haderslebener Maurermeisters und Architekten Jens Jensen Wraae (1776–1859) aus Ødis Sogn und seiner zweiten Ehefrau Hanne Christine Nielsen (1786–1836). Seine Halbbrüder Jens Wraa (1812–1832) und Michael Nielsen Wraa (* um 1816; † 1843) starben jung. Seine ältere Halbschwester Anna Botilla (Anne Bothilde) Wraa (* 1813; † nach 1872), verheiratet mit dem Malermeister Matthias Häger (1805–1876), gründete 1872 mit 206 weiteren Frauen einen Zweigverein des Vaterländischen Frauenvereins in Hadersleben. Er hatte weitere Halbgeschwister: Von Anna Botilla Mortensdatter († zwischen 1806 und 1812), der ersten Frau seines Vaters Catharina Maria Wraa (* um 1806; † 1826). Von Hanna Catharina Petersen Ravensgaard (1807–1855) aus Halk, der dritten Frau seines Vaters eine totgeborene Schwester (*/† 1841), Jens Jensen Wraa (* 1843; † nach 1860) und Peter Petersen Wraa (1848–1853). Christian Wraas vermutlicher Schwiegervater, der Haartuchfabrikant Senator Johannes Michael Neuffert (1795; † nach 1865) in Flensburg, ein gebürtiger Württemberger, war entschieden pro-dänisch gesinnt.
Ein Teil der Familie von Christian Wraa stammte aus dem nordfriesischen Tönning an der Eider im königlich dänischen Anteil Schleswig-Holsteins. Um sein Anwesen (Gewese) in Tönning zu Geld zu machen, veranstaltete Wraa eine Lotterie, die viele enttäuschte Loskäufer zurückließ.
Christian Wraa war zunächst Steuermann, Als Seemann hat er „vor 1848 in untergeordneten Stellungen gedient … und niemals eine größere Fahrt gemacht“. Nach eigenen Angaben will er 22-jährig (um 1847) auf einem „Hamburger Kauffahrer die Welt umsegelt und in Buenos-Ayres auch kriegerische Erfahrungen gesammelt“ haben.

### Dienst in der Schleswig-Holsteinischen Marine
Nach einer Aufforderung des Departements des Kriegswesens der Schleswig-Holsteinischen Erhebung vom 27. Januar 1849 an alle zivilen Schiffsführer und Steuerleute trat „Christian Wraae“ im Frühjahr März 1848 in Kiel als „interimistischer Offizier“ (Fähnrich zur See) in die Schleswig-Holsteinische Marine ein.

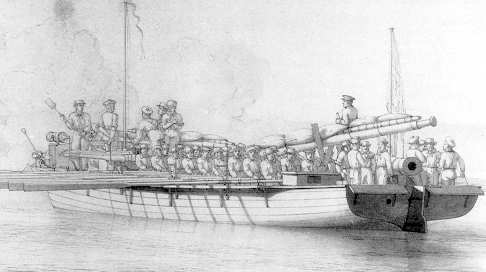
Schleswig-holsteinisches Ruder-Kanonenboot mit Hilfssegeln (Schaluppe; Bild zeigt ein baugleiches dänisches Boot)

Am 3. oder 8. März 1850 wurde Wraa zum Auxiliar-Leutnant 2. Klasse (mit dem Rang eines Seconde-Lieutenants der Armee) befördert. Eingesetzt als Kommandant des mit 50 Mann besetzten Ruder-Kanonenboots Nr. 9, bezeichnete er sich selbst später als „Marinekapitän“ oder „Kapitän“, erhielt aber nie diese militärische Charge. Wraa galt später (1862) als der „durch das Hafengefecht bei Eckernförde im Jahre 1849 rühmlichst bekannte Schiffskapitän“. Dies dürfte sich auf ein „ergebnisloses“ Seegefecht am 11. Mai 1849 vor Gut Bülk beziehen, an dem Kanonenboot Nr. 9 beteiligt war. Das bekannte Gefecht bei Eckernförde am 5. April 1849 wurde schleswig-holsteinerseits nicht mit Schiffen, sondern mit Strandbatterien geführt. Nachdem sich bei diesem Gefecht die dänische Fregatte Gefion ergeben hatte, will Wraa zu der Prisenbesatzung kommandiert worden sein, die das Schiff in Besitz nahm und an die Reichsflotte übergab.
In Holtenau hatten die Leutnants Andreas Anker Schau und Nikolaus Christian Wraa 1850 eine Auseinandersetzung mit dem Schleusenwärter des Eider-Kanals Julius Ewers (Ebers), die disziplinarisch als Beleidigung mit einem Verweis geahndet wurde. Leutnant Wraa fiel disziplinarisch auch durch Privatschulden auf und führte ein Duell mit dem Kommis Mazanti aus Vejle. Bei Auflösung der Schleswig-Holsteinischen Marine im Sommer 1851 wurde er wie alle Offiziere entlassen.

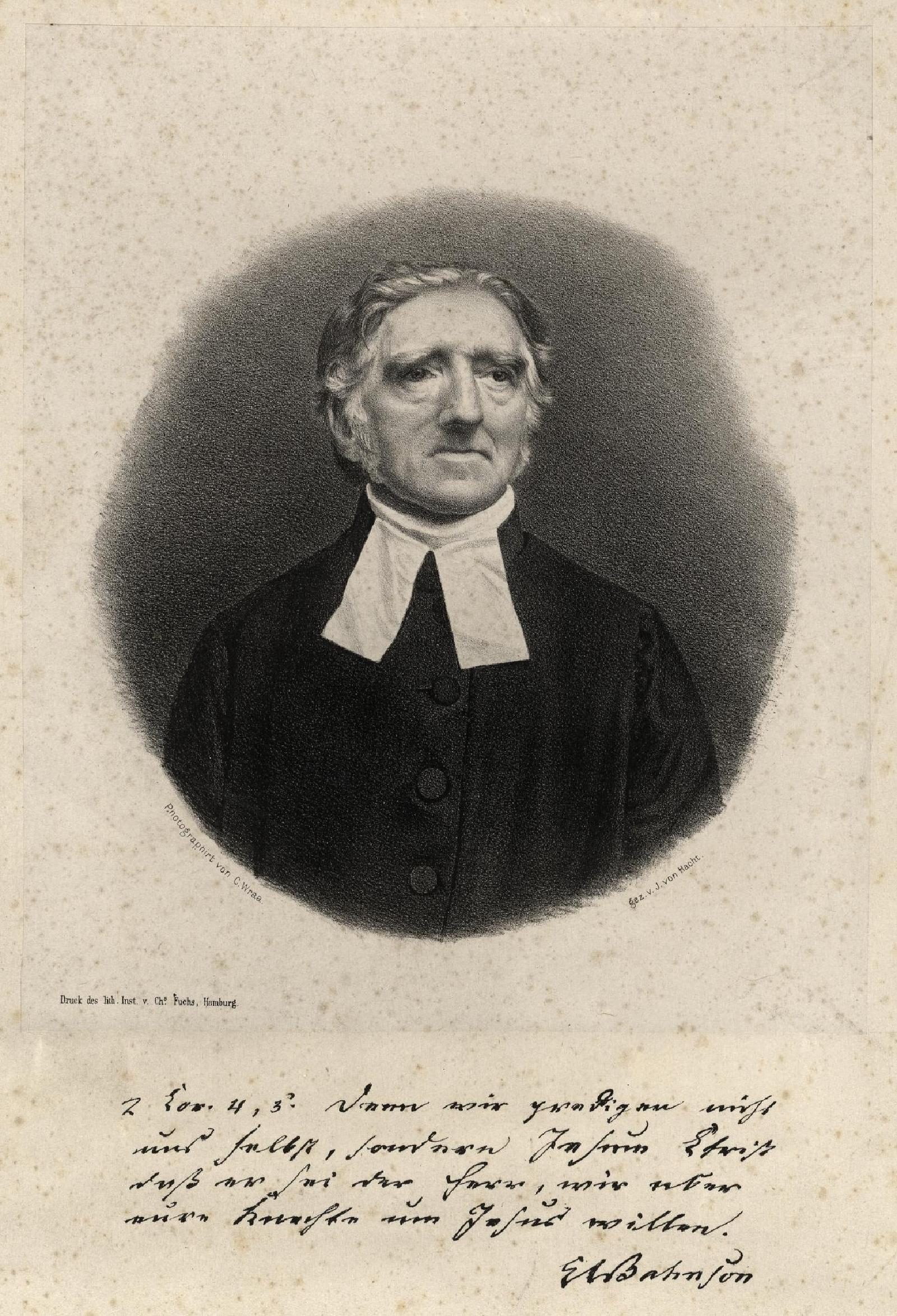
E. C. Bahnson, Lithographie nach einer Fotografie von Christian Wraa

### Kaufmann in Altona und Fotograf in Hamburg
Anfang 1852 wurde der Commissionair Nicolai Christian Wraa aus Hadersleben Altonaer Bürger. Nach seinem Ausscheiden aus der Marine betätigte er sich als Kohlenhändler, „Cigarrenhändler, Photograph, Gastwirth“ und – wahrscheinlich während des Åland-Krieges im Krimkrieg – als „Lieferant für die englisch-französische Flotte“. Vermutlich aus diesem Grund hielt er sich im August 1854 in der Einfahrt zum Ålandarchipel (Ledsund) auf. 1852–1858 unterhielt er ein Cigarrenlager zunächst in der Großen Wilhelminenstraße (heute Chemnitzstraße) 21, dann in der Brunnenstraße 63 in Altona. Im Frühjahr 1857 erklärte der „Bürger und Commissair Nicolai Christian Wraa“ vor dem Obergericht Altona seine Insolvenz.
Ab Frühjahr 1857 betrieb „Chr. Wraa“ ein sog. „Münchener Atelier“ für Photographie und Daguerreotypie in Hamburg, Große Bleichen 11, im Garten als Fortsetzung des Ateliers von Johann Völlner (* 1817) an derselben Adresse. Erhalten ist eine Lithografie von Hauptpastor Erasmus Carsten Bahnson (1794–1878) in Oldesloe, Abgeordneter der schleswig-holsteinischen Landesversammlung, die nach einem Foto von Wraa angefertigt wurde. Im Februar 1859 verkaufte er das Atelier. Anfang Mai 1859 soll er versucht haben, in Triest in die Österreichische Marine einzutreten. „Wraa, N. C. Photograph,“ war im „Altonaischen Adreßbuch für 1860“ mit der Adresse „Blumenstraße 36“ verzeichnet.

### Agitation für Flottensammlungen
1861/62 war Wraa einer der Hauptinitiatoren der Flottensammlungen. Am 9. Juli 1861 fand im British Hôtel in Dresden (Landhausstraße 6) eine Versammlung für die Gründung einer deutschen Kanonenbootflotte statt, zu der „der holsteinische Seekapitän Wraa“ und der bayerische Freiherr Philipp August von Künsberg (1831–1884) aufgerufen hatten. Advokat Edmund Judeich (1826–1876) unterstützte Wraas Forderung nach einer aktiven Beteiligung der Binnenländer. Es wurde ein Brief von Kriegs- und Marineminister Albrecht von Roon an Wraa vom 24. April 1861 verlesen, nach dem Preußen bereit sei, den Schutz der Flotte zu übernehmen. Durch Vermittlung Gustav Freytags und Max Dunckers war Wraa nach Berlin gebeten und im April 1861 durch den Kriegsminister Roon empfangen worden. Am 9. Juli 1861 wurde in Dresden ein Flottencomité unter Vorsitz von Franz Ludwig Siegel (1812–1877) gebildet, dem auch Christian Wraa, Philipp August von Künsberg, Buchhändler Friedrich von Boetticher, der Arzt Edmund Friedrich und Edmund Judeich angehörten. Kapitän Wraa nahm zum Tagesordnungspunkt Flottensammlungen auch an der Frankfurter Ausschusssitzung des Deutschen Nationalvereins vom 18./19. Mai 1861 teil. Auf der zweiten Generalversammlung des Deutschen Nationalvereins in Heidelberg am 23./24. August 1861, zu der er von dessen Präsidenten (Vorsitzenden) Rudolf von Bennigsen eingeladen wurde, hielt Schiffskapitän Wraa eine Rede – auch auf Wunsch von Hermann Schulze-Delitzsch und in Anwesenheit von Wilhelm Raabe. Bei einem anschließenden „privaten“ Treffen von Mitgliedern des Nationalvereins in Frankfurt am Main, bei dem auch Heinrich Bürgers, Siegmund Friedrich Müller und Max Wirth sprachen, warben „Schiffskapitän Wraa“ und der demokratisch gesinnte Kaufmann David Born, der zu dieser Zeit im Exil in London lebte, für den Aufbau einer deutschen Flotte auf Nord- und Ostsee zur Sicherung der deutschen Exporte. Am 29. September 1861 bewilligte der Vorstand des Deutschen Nationalvereins (Rudolf von Bennigsen, Hugo Friedrich Fries, Feodor Streit) Capitän Wraa für vier Monate aus der Vereinskasse ein rückzahlbares Darlehen über 500 Taler.
Im Januar 1862 sagte sich Philipp August von Künsberg in einer Erklärung gegenüber dem Nürnberger Correspondenten von und für Deutschland von dem Unternehmen los, weil dort nicht mehr für die Aufstellung einer deutschen Flotte, sondern für die Stärkung der Preußischen Kriegsmarine gearbeitet werde.
An einer Versammlung am 16. Februar 1862 in Karlsruhe und an der dritten Generalversammlung des Deutschen Nationalvereins in Coburg am 6./7. Oktober 1862 nahm Christian Wraa ebenfalls teil. Wraa war außerdem aktiv im Hülfsverein für deutsche Officiere der vormaligen Schleswig-Holsteinischen Armee zu Hamburg.
Auf eine offenbar dänisch verfasste Absage des eingeladenen Schützenvereins in Haderslev, der nicht am ersten allgemeinen deutschen Schützenfest (1. Deutsches Bundesschießen) in Frankfurt am Main vom 13.–22. Juli 1862 teilnehmen wollte, antwortete Wraa „als geborener Haderslebener“ im März 1862 mit einem patriotischen Offenen Brief in der nationalliberalen National-Zeitung. Hadersleben habe das größte Contingent für die Schleswig-Holsteinische Armee und Marine geliefert, und es hätten „die Zöglinge der gelehrten Schulen trotz ihrer Jugend sich in diese Armee einreihen“ lassen. Im März 1862 gehörte „Christian Wraa, Marine-Officier a. D.“, nachdem das Flottencomité inaktiv geworden war, zusammen mit Friedrich von Boetticher, dem sozialdemokratisch gesinnten Kupferschmiedemeister Emil Försterling, Lehrer Friedrich Wilhelm Schlimper († 1865) und Georg von Seydlitz dem Ausschuss (Vorstand) des Dresdner Flottenvereins (Deutscher Flottenverein, Ortsverband Dresden) an, der seine Mitgliedsbeiträge an die Flottenkasse des Deutschen Nationalvereins abführen wollte.
1863 und später boten Wraa und „sein Freund Graf Adalbert Baudissin“ in Gotha Herzog Friedrich VIII. von Schleswig-Holstein-Sonderburg-Augustenburg ihre Dienste an. Sie wollten ein „deutsches Volksheer“ aufstellen und ihm zur Verfügung stellen. Nach einer Propagandaveranstaltung für Herzog Friedrich VIII. in Nürnberg Ende Oktober 1864 brach Wraa von dort nach Eisenach auf, um am 31. Oktober–1. November an der fünften Generalversammlung des Nationalvereins teilzunehmen.

### Seemannsschule in Meersburg

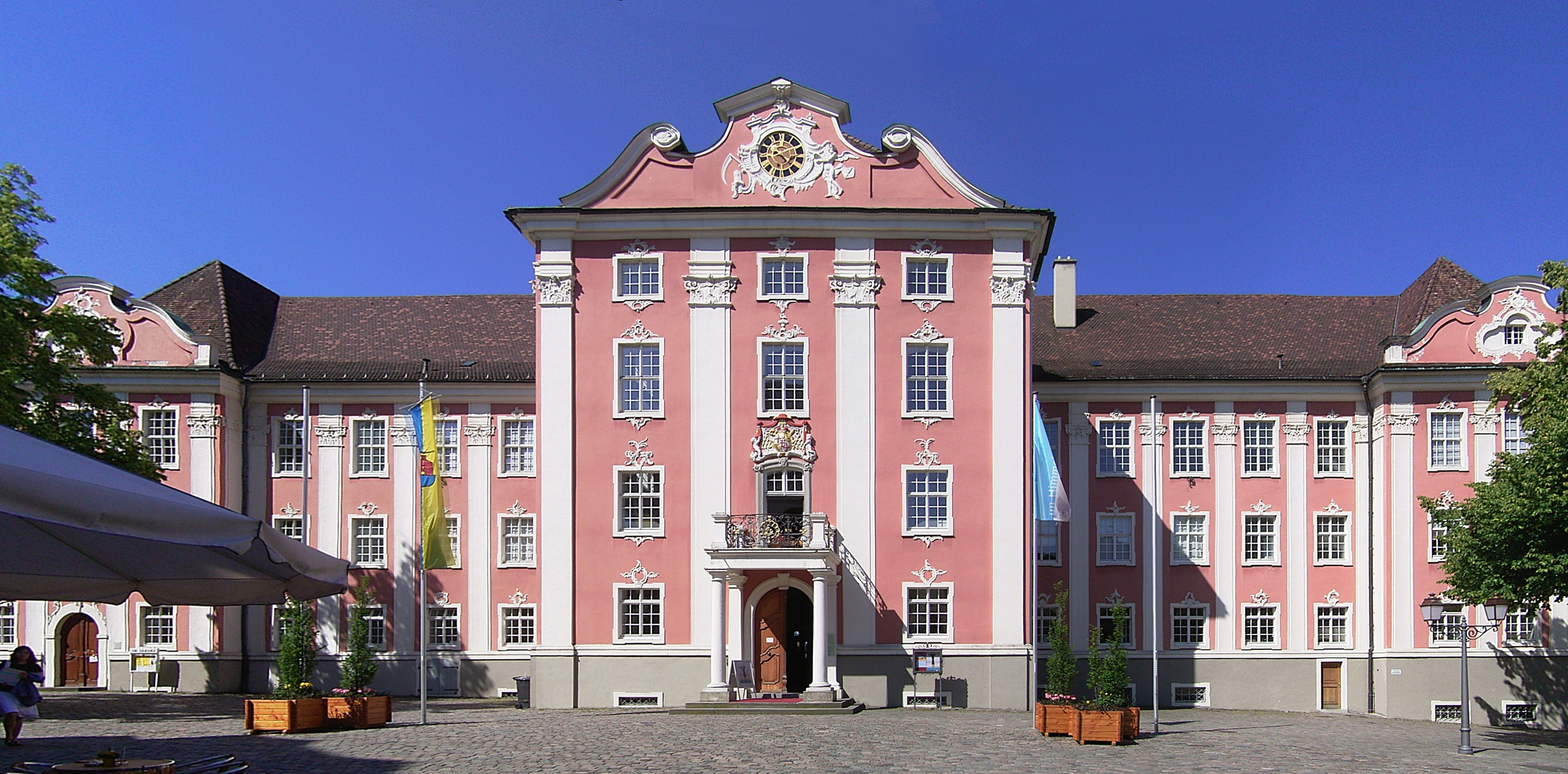
Neues Schloss Meersburg

Christian Wraa reiste um 1862/63 zweimal nach Karlsruhe, um Großherzog Friedrich I. von Baden, dem Prinzen Wilhelm von Baden und Minister Franz von Roggenbach sein Projekt einer Seemannsschule im Binnenland vorzustellen. Die Nachricht, dass Graf Wilhelm von Württemberg, Gouverneur der Bundesfestung Ulm, ihm ein Dampfschiff verkauft habe, wurde umgehend dementiert. Wraa gründete die Seemannsschule auf der Mainau am Bodensee bzw. seit 1. November 1863 im Neuen Schloss in Meersburg, das ihm der Großherzog zur Verfügung stellte.
Im Januar 1864 hatte die Presse kolportiert, Kapitän Wraa würde sich dem badischen Bundesheerkontingent unter dem Befehl von Generalleutnant Prinz Wilhelm von Baden (1829–1897) anschließen, dessen Mobilmachung bevorstehe. Baden war jedoch nicht in den Deutsch-Dänischen Krieg eingetreten. Nach anderen Berichten reisten Christian Wraa und Philipp August von Künsberg im Januar 1864 von Kiel über Korsør nach Kopenhagen, um dort stationierte holsteinische Soldaten zu einem Aufstand zugunsten Herzog Friedrichs VIII. von Schleswig-Holstein zu bewegen. Nach ihrer Enttarnung flohen sie vor der dänischen geheimen Polizei über Schweden und Lübeck zurück nach Kiel. Weil sie auf den Kosten des Unternehmens sitzen blieben, überwarfen sich die beiden Verschwörer mit Herzog Friedrich VIII.
Im August 1864 besichtigten Großherzog Friedrich I. von Baden und seine Frau Großherzogin Luise sowie ihre Schwägerin Königin Augusta von Preußen die Seemannsschule in Meersburg. „Wraa, Capitän in Dresden“ bzw. „Capitän und Director der Seemannsschule in Meersburg am Bodensee“ war 1862–1864 Mitglied des Vereins von Freunden der Erdkunde zu Leipzig. Am 14./15. Dezember 1864 wurde das Inventar der Seemannsschule in Meersburg nach förmlicher Eröffnung des „gerichtlichen Concurs“ zwangsversteigert, der Großherzog von Baden erwarb das Übungsschiff und viele Schiffsgerätschaften für die Mainau. Der Bitte der Stadt Meersburg um Erhaltung der Seemannsschule und ihre Verbindung mit einer zu errichtenden Handelsschule wurde nicht entsprochen.
Karl Lorentzen berichtete von einem „obskuren ‚Kapitän Wraa‘”, der während des Österreichisch-preußischen Kondominiums in Schleswig-Holstein in preußischem Sold „Wirtshauspropaganda“ für an Preußen abgetretene „oldenburgische“ Rechtstitel bzw. hohenzollernsche Erbansprüche mache. Nach dem Bruch mit Herzog Friedrich VIII. berichtete 1866 die Schleswig-Holstein'sche Zeitung über „den sogenannten Kapitän Wraa … gleichwie sein(en) Freund (Düneninspektor) Graf Adalbert Baudissin … Seit reichlich einem Jahr ist dies par nobile fratrum im Lande umhergereist, um ihre Ueberzeugung, daß wir Preußen werden müssen, zu predigen“. Für das österreichische Neue Fremden-Blatt galt Wraa besonders bei der Nationalzeitung seit seiner Agitation für eine preußische Annexions-Politik Schleswig-Holsteins „als ein vollgiltiger Zeuge gegen die schnöde ‚Augustenburgerei‘“.

### Missglückte Seemannsschulgründung in Tönning
1864 oder 1865 soll Christian Wraa nach einem Bericht des Schleswigschen Wochenblatts versucht haben, das „Schwindel-Etablissement“ einer Seemannsschule in Tönning zu gründen. Möglicherweise steht der Bericht über einen von Wraa in Tönning veranstalteten „Loos“-Verkauf damit in Zusammenhang.

### Lotsenkommandeur für Schleswig in Flensburg
Am 20. Januar 1866 wurde Wraa als „Lootsenkommandeur“ (Oberlotse) und Musterschreiber für das Herzogtum Schleswig angestellt, seinen Wohnsitz musste er in Flensburg nehmen. Er wurde am 20. Juni 1866, vermutlich mit Blick auf den anstehenden Strafprozess, seiner Funktion wieder enthoben. Johannes Wiechers (1821–1872), Inspektor des Schleswig-Holsteinschen Kanals in Rendsburg, folgte ihm als Oberlotse nach. Die Norddeutsche Allgemeine Zeitung unterstellte im März 1866 entgegen der inzwischen propreußischen Haltung von Wraa eine „österreichisch-augustenburgische“ Zusammenarbeit von Capitän Wraa und Rudolph Schramm.

### Ostsee-Fischerei-Gesellschaft in Kappeln
1867 forcierte der ehemalige Marine-Lieutenant Christian Wraa die Idee zur Gründung einer größeren Ostsee-Fischerei-Gesellschaft mit etwa 60 Fahrzeugen und Hauptsitz in Kappeln an der Schlei. Das Projekt werde von der Regierung begünstigt. Am erforderlichen Aktienkapital von 200.000 Talern sollten sich auch Binnenstädte beteiligen. Im Juli hatte sich ein Verwaltungsrat konstituiert.

### Strafprozess in Berlin
Am 1. Oktober 1868 wurden „der ehemalige Marinecapitän Nicolas Christian Wraa“, der ehemalige bayerische Leutnant und Kammerjunker Freiherr Philipp August von Künsberg und dessen Kompagnon, der Kaufmann August Christian Friedrich Schwendner aus Berlin, von der 2. Deputation der Kriminal-Abteilung (Strafkammer) des Berliner Stadtgerichts im sog. schleswig-holsteinischen Waffenlieferungsprozess wegen Betrugs zu Lasten der Preußischen Staatskasse verurteilt. Die Drei hatten 2000 Gewehre erschwindelt, die 1863 nach Auflösung des Gothaer Hauptwehrkommiteés für Deutschland beim Erbprinzen Friedrich VIII. von Augustenburg in Hamburg beschlagnahmt worden waren, und nach Japan verkauft. Künsberg hatte zur Untermauerung der Forderung gefälschte Belege an Otto von Bismarck geschickt. Zugleich wurde die Anklage verhandelt, einen von einem Berliner Pelzhändler Franke geliehenen Pelz unterschlagen zu haben. Alle drei Angeklagten wurden zu je 1000 Talern Geldbuße (im Unvermögenfall zu 1 Jahr Gefängnis) verurteilt, Künsberg außerdem zu 2 Jahren Gefängnis, 3 Jahren Ehrverlust und Landesverweisung nach Abbüßung der Strafe, Wraa zu 2½ Jahren Gefängnis und 4 Jahren Ehrverlust, Schwendner zu 2 Jahren Gefängnis, 3 Jahren Ehrverlust. Die Urteilsbegründung der 2. Deputation des Criminalgerichtes sah in Wraa den Anstifter des Betrugs. Die Angeklagten fühlten sich im Recht, weil sie durch ihr Engagement für Herzog Friedrich VIII. finanzielle Verluste erlitten hätten. Das erstinstanzliche Urteil wurde aber vom Kammergericht Berlin bestätigt. Die drei Verurteilten, von denen „Wraa und Freiherr von Künsberg in freundschaftlichen Beziehungen zu einem Vertrauten des Grafen Bismarck, dem Wirklichen Legationsrath (Robert) v. Keubell“ standen, wurden allerdings schon nach einigen Monaten, nachdem sie „wenigstens einen Theil der … Strafe thatsächlich abgebüßt“ hatten, wahrscheinlich in Berlin, im Sommer 1869 von König Wilhelm I. von Preußen begnadigt. Marine-Leutnant a. D. Wraa erhielt von diesem Jahr an von der Regierung der preußischen Provinz Schleswig-Holstein in Schleswig eine Pension.

### Geschäftsführer der Tönninger Dampfschifffahrtsgesellschaft

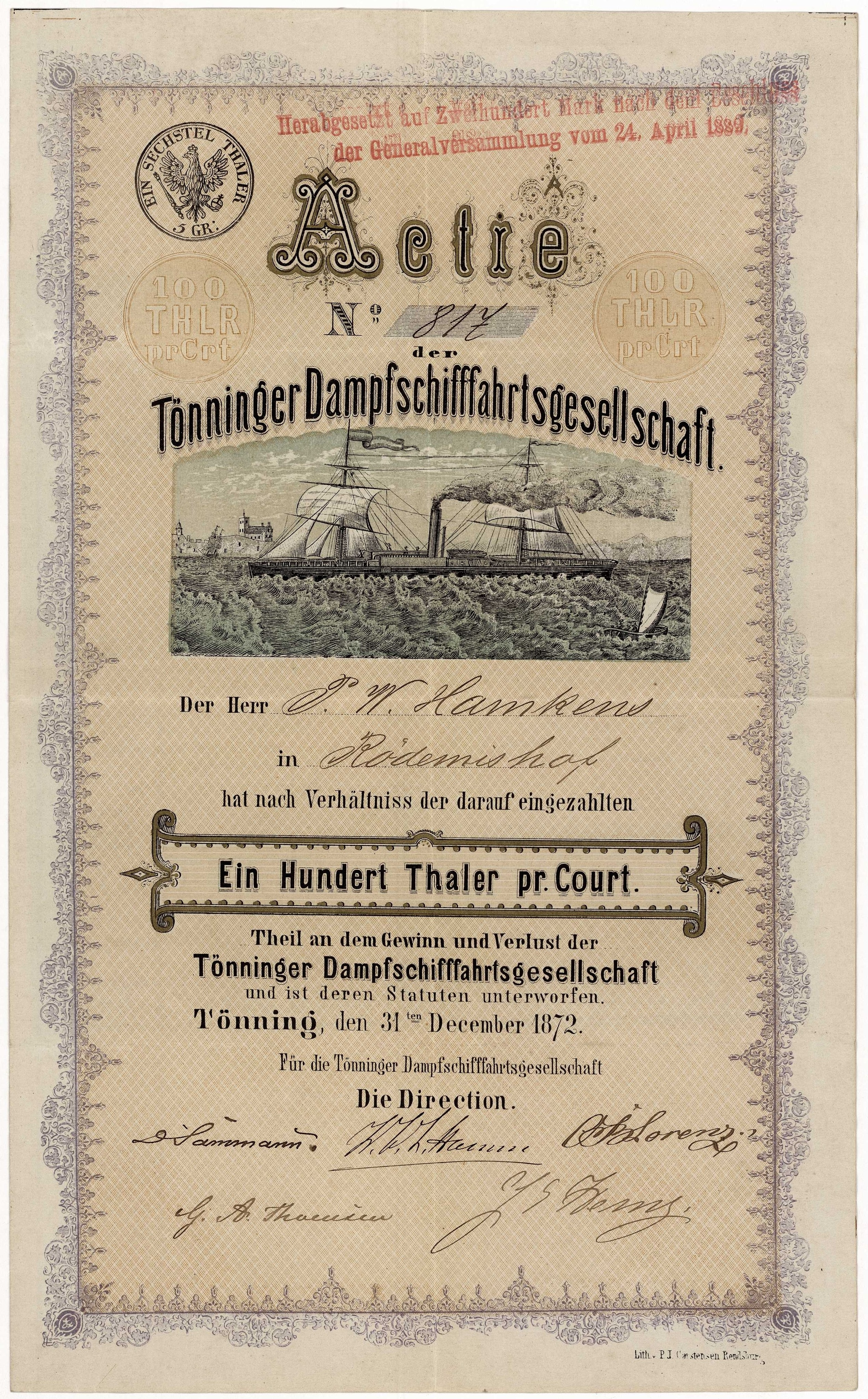
Aktie über 100 Taler pr. Court. der Tönninger Dampfschifffahrtsgesellschaft vom 31. Dezember 1872

Das Königliche Amtsgericht zu Tönning eröffnete am 13./16. Juni 1870 den Konkurs über die Güter des „früheren Seeofficiers Chr. Wraa, derzeit in Berlin“, insbesondere über das Anwesen des sog. Schloßgartens in Tönning, nachdem ein Termin im März zur Subhastation ohne Erfolg geblieben war und das Berliner Stadtgericht die Requisition seiner Forderungen betrieb. Am 20. November 1871 gründeten der Landwirt und spätere Reichstagsabgeordnete Gustav Adolf Thomsen aus Hemme, Bürgermeister David Sammann (1824–1903) aus Tönning, Ratmann Owe Beder Lorenz aus Tetenbüll, Ratmann Johann Christian Jacob Stamm aus Witzwort und Jan Helms die Tönninger Dampfschifffahrtsgesellschaft. Zweck der Gesellschaft war Viehtransport von Tönning nach England (bes. nach Lowestoft). Als Geschäftsführer und Inspektor wurde Kapitän Wraa eingesetzt, jedoch bald von Thomsens Schwager W. Gehlsen († nach 1887) abgelöst. Nach Einbruch der Exporte nach England wurde die Tönninger Dampfschifffahrts-Gesellschaft 1903 liquidiert.

### Neugründung einer Seemannsschule in Stralau
Zum 1. April 1875 versuchte „der bekannte Capitän Wraa“ die Neugründung einer Deutschen Seemannsschule in Stralau am Rummelsburger See zur „Vorbildung angehender Seeleute für die deutsche Kriegs- und Handelsmarine. – Die Verbindungen des Instituts sichern den ausgebildeten Zöglingen sofortige Placements auf den besten Schiffen der Deutschen Handelsmarine zu“. Vorsteher der Schule wurde Schiffscapitain L. Calliess. Im Mai 1876 hielt sich der Kaufmann Kapitän Wraa aus Schleswig bzw. Holstein in Wien auf. Im Sommer 1876 war vor dem Kreisgericht Berlin (ab 1878 Amtsgericht Berlin II) „gegen den bekannten Capitain Wraa“, nachdem er sich als „Vorsteher der Seemannsschule in Stralau … unsichtbar“ gemacht hatte ohne bekanntem Aufenthaltsort, eine neue Untersuchung wegen Betrugs anhängig.

### Erfinder in New York, London und Altona

Gilmore’s Garden, 1875

im Oktober 1876 übersiedelte „Christen Wraa“ mit seiner zweiten Ehefrau Clara und einer Tochter in die USA. Zwei weitere ältere Töchter waren kurz zuvor separat dorthin ausgereist.
1876/78 war Captain Wraa in schwer durchschaubare Geschäfte mit einem Wechsel (promissory note) für seine Wohnungskosten (accommodation) in New York mit u. a. dem deutschstämmigen Architekten William G. Steinmetz (*um 1838; † 1898), dem Broker Peter Wallace Gallaudet (1827–1903), einem Sohn von Thomas Hopkins Gallaudet, und einem gewissen John Whitmore involviert. 1877 führte Wraa eine von ihm erfundene bzw. verbesserte Feuerschutz-Kleidung („Oestberg Fire-Defying Dress“) vor vielen Zuschauern im Gilmore’s Garden vor. 1880 war er clerk (kaufmännischer Angestellter) und wohnte am Broadway. Während seines Aufenthalts in New York war „Wraa, Christian, Capitain“, – vermutlich wegen seiner Pensionszahlungen – weiterhin in Dresden-Blasewitz, Tolkewitzerstraße 14, gemeldet.

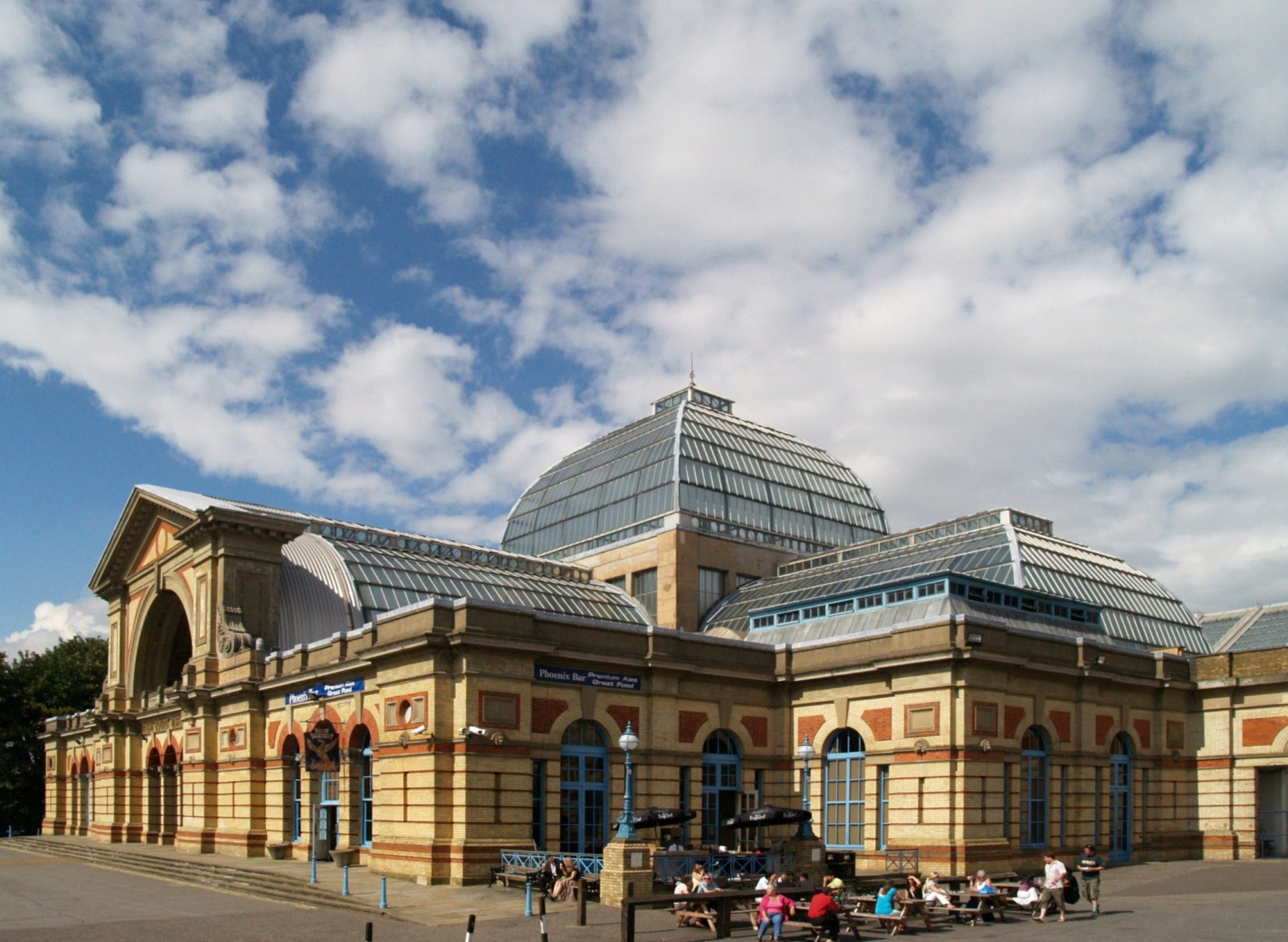
Alexandra Palace, eröffnet 1873/75

1881 lebte Christian Wraa, Leutnant der Kaiserlichen Deutschen Marine im Ruhestand, bei London in der Blackfriars Road, im County of Surrey, und meldete beim britischen Patentamt verschiedene Patente für Feuerschutz-Kleidung an. Im Juli 1882 führte er seine Feuer-Schutzkleidung bei einer Messe für Lebensrettungs-Systeme im Alexandra Palace in London-Haringey vor. 1886 erfand er ein Raketen-Abwehr-System („Apparatus for protection from warlike missiles“). Im Deutschen Verein für Kunst und Wissenschaft London hielt Kapitän Wraa im August 1890 einen Vortrag über sein Engagement für die Deutsche Kriegsmarine, der als Mitschrift eines „Korrespondenten“ im Berliner Tageblatt veröffentlicht wurde.
„Nicolay Christian Wraa, Marine-Offizier a. D.“ lebte noch 1892 als Kaufmann und Erfinder in London. Sein Agent in Hamburg war Georg Ludwig. Am 24. April 1893 führte der in London ansässige Capitän Christian Wraa seine Erfindungen von optischen Signalverfahren und Lebensrettungs- und Löschapparaten vor dem Nautischen Verein in Ludwig Fischers Hotel Börsenbrücke in Hamburg und am 18. Juli 1893 im Gesellschaftshaus Neu-Rainville in Ottensen bei Altona „mit einem fast vollständigen Mißerfolg“ vor geladenen Zuschauern vor. 1893 wohnte „Ch. Wraa, Marine-Offizier a. D.,“ auch in Altona und firmierte als „Dirigent“ (Direktor) der Internationalen Patent Verwerthungs Co.

### Tod
Christian Wraa starb während einer mit seiner Frau unternommenen mehrwöchigen Besuchsreise in Berlin „trotz seines kräftigen Körpers und in bester Gesundheit plötzlich an der Kopfrose“ (einer Gürtelrose-Erkrankung). Die Akte zu den Pensionszahlungen an den ehemaligen Marineleutnant Wraa wurde 1896, im Jahr nach seinem Tod, geschlossen.

## Familie
Nicolai Christian Wraa war in erster Ehe verheiratet mit Maria Henriette Sophie Neufort (Neufert, Neupert) (* um 1827; † zwischen 1857 und 1876) vermutlich aus Flensburg, sehr wahrscheinlich Tochter von Johannes Michael Neuffert (1795; † nach 1865); ihre Kinder waren:
1. Anna Johanna Christina Wraa (* 31. Januar 1849; † nach 1876), geboren in Flensburg, am 16. Februar 1849 in der Marienkirche Hadersleben getauft, heiratete 1876 (Aufgebot 13. September) in Hamburg Franz Carl Hermann Bieling, vielleicht als  „Christine Wraa“ († nach 1890) nach Amerika ausgewandert,[111]
2. Helene Dorothea Wraa (* 4. Juli 1849 (1850?) oder 1852; † 29. Mai 1914), geboren in Hamburg, reiste 1876 (24-jährig) mit ihrer Schwester Emilie auf dem bremischen Auswandererschiff Lessing in die USA ein,[112] starb (64-jährig) in Jacksonville, Florida, als verheiratete Flatow[111] (Flaton),
3. Emelie („Milly“) Dorette Henriette (* 14. April 1853),[113] reiste 1876 (23-jährig) mit ihrer Schwester Helene auf Lessing in die USA ein, erneute Einreise 1883 (25-jährig) mit Hammonia aus Hamburg, heiratete 1885 (28-jährig) in Manhattan Charles A. Thomsen,
4. Ernst Christian (* 5. Juni 1854;[114]   † nach 1875), der einzige Schüler, den Capitän Wraa in der Seemannsschule Meersburg zum Schluss noch hatte, soll sein „leiblicher Sohn“ gewesen sein,[115] Maschinenbauer, wurde später beschuldigt, seinen Militärdienst nicht angetreten und das Land ohne Auswanderungsgenehmigung verlassen zu haben,[116]
5. Frederich Hendrick (* 23. Oktober 1855)[117]
6. Maria Andrea „Minnie“ Wraa (* 9. August 1857; † 10. März 1951), getauft in der lutherischen Hauptkirche von Altona, reiste 1876 (19-jährig) mit ihrem Vater und ihrer Stiefmutter Clara auf Montana in die USA ein, heiratete am 4. Januar 1898 in Rutland, Vermont, Lewis Benajah Webster (1840–1923) aus Green Bay, Wisconsin,[118] beim Census 1940 (82-jährig) im Haushalt ihres Stiefsohns Arthur Webster erwähnt, starb (93-jährig) in Rutland.

Christian Wraas zweite Frau, die er vor seinen längeren Auslandsaufenthalten heiratete (⚭ vor 1876), war Clara N. aus Berlin. Zu ihrem Alter machte sie unterschiedliche Angaben, die jeweils ein Geburtsjahr zwischen 1837 und 1851 voraussetzten.

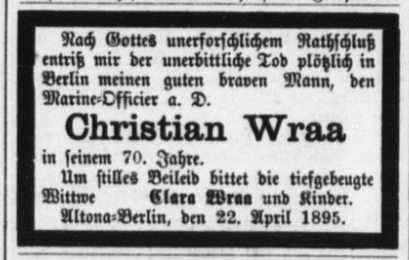

„Gentleman“ Mr. Christen Wraa (50 Jahre) wurde bei seiner Einreise in die USA 1876 auf Montana von seiner zweiten Ehefrau (32-jährig), „Lady“ Mrs. Clara Wraa (* um 1844), und seiner Tochter Miss Maria Wraa (19-jährig) begleitet.
Christian Wraa (54 Jahre; * um 1827) aus Hadersleav, Schlewig Holstien, Retired Captain German Navy, arbeitslos, und seine Ehefrau Clara (ca. 44 Jahre; * um 1837) aus Berlin, Germany, wurden bei der Volkszählung von England und Wales 1881 im Stadtteil Lambeth, Borough of Southwark, London, in der Stamford St angetroffen. Christian Wraa (64 Jahre; * um 1827) aus Germany, Retired Lieutenant of the Imp. German Navy, und seine Ehefrau Clara (ca. 40 Jahre; * um 1851) aus Germany wurden bei der Volkszählung von England und Wales 1891 im Stadtteil Camberwell, Borough of Southwark, London, in der Russell Road ( heute: Blackpool Road) angetroffen.

## Varia
Der Schriftsteller Friedrich Meister (1841–1918) ließ einen plattdeutsch sprechenden „Steuermann Wraa“, der im Stil deutscher Kolonialliteratur von Erlebnissen in der Südsee (Nukufetau, Apia auf Samoa) berichtete, 1907 in seiner Kurzgeschichte Nalik, der Fischer. Eine samoanische Skizze, in einem Kieler Hafenkeller auftreten. Es handelt sich bei dieser Novelle (abgesehen von der Einleitung) um eine plagiierende Übersetzung der Story „Reo“ the Fisherman (1901) von Louis Becke.

## Werke
- Offener Brief an Otto Schroeter,[126] den Direktor der Gesellschaft für das Nationalschießen in Hadersleben (Haderslev Skydeselskab af 1857) vom März 1862. In: National-Zeitung (1862)[2]
- Prospectus. Seemanns-Vorschule zu Meersburg am Bodensee (Baden), Eröffnung am 1. November 1863. Wagner, Konstanz 1863
- Vorbereitungsschule für Knaben, die sich dem Seewesen widmen wollen. Dresden 1863[127]
- Vorbereitungs-Institut für die Kriegs- und Handelsmarine zu Stralow bei Berlin. o. O. o. J. [1875].[128]
- Lithographie Bildnis von Erasmus Carsten Bahnson (1794–1878), nach einer Vorlage „photographirt von C. Wraa“. Druck: Charles Fuchs, Hamburg o. J.; Schleswig-Holsteinische Landesbibliothek – Landesgeschichtliche Sammlung (Sign.: P8-B-22; Digitalisat)
- Zur Geschichte der deutschen Kriegsmarine, aus einem im Londoner „deutschen Athenaeum“ gehaltenen Vortrage. In: Berliner Tageblatt und Handels-Zeitung (1890), Nr. 407 Abend-Ausgabe, vom 14. August 1890, S. 1–3; (1890), Nr. 433 Morgen-Ausgabe, vom 28. August 1890, S. 7f, (Digitalisat) und (Digitalisat der Staatsbibliothek zu Berlin – Preußischer Kulturbesitz; Darstellung mit dem Charakter autobiografischer „Erinnerungen“)